# Uwe Sauer
Uwe Sauer (Karlsruhe, 23 febbraio 1963) è un ex cestista e allenatore di pallacanestro tedesco.

## Carriera
Con la Germania Ovest ha disputato i Giochi olimpici di Los Angeles 1984 e i Campionati europei del 1985.

## Palmarès

### Giocatore
- Campionato tedesco: 3

Saturn Colonia: 1986-87, 1987-88
Bayreuth: 1988-89
- Coppa di Germania: 2

Bayreuth: 1989
ratiopharm Ulm: 1996